# Quercus hondae
Quercus hondae és una espècie de roure que pertany a la família de les fagàcies i està dins del subgènere Cyclobalanopsis, del gènere Quercus.

## Descripció
Quercus hondae és un arbre de perennifoli de 20 m d'alçada i més, amb escorça de color gris fosc, gruixuda i rugosa. Les branques són de color marró fosc i glabres. Les fulles de 6-14 x 2,5-3,5 cm són lanceolades o oblanceolades i coriàcies; acuminada, base cuneada; marge sencer amb algunes dents petites prop de l'àpex, ambdós costats glabres; verd brillant a sobre, més pàl·lid a sota; 8-12 parells de nervis; pecíol curt, inferior a 1 cm de llarg. Les glans són mucronades de 1,5 cm de llarg, 1 cm de diàmetre, amb l'àpex mucronat i pubescent. Les cúpules són semicirculars amb 5-6 anells concèntrics, pubescents i parcialment dentades. La maduració de les glans és en 2 anys.

## Distribució
Creixen en els boscos de a l'illa de Kyushu al sud del Japó.

## Taxonomia
Quercus hondae va ser descrita per Makino i publicat a Botanical Magazine, Tokyo 16: 144. 1902.
Etimologia
Quercus: nom genèric del llatí que designava igualment al roure i a l'alzina.
hondae: epítet